# Chert

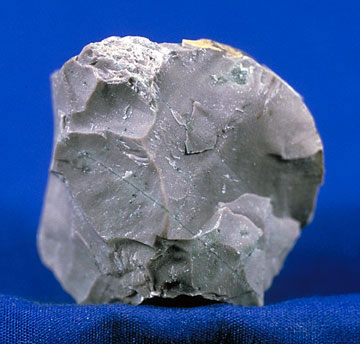
Đá chert

Chert là một loại đá trầm tích vi tinh chứa các hạt silica rất mịn và có thể chứa các hóa thạch nhỏ. Loại đá này có nhiều màu sắc khác nhau, nhưng loại màu thường gặp nhất là xám, nâu, nâu xám và lục nhạt đến đỏ Rusty; màu sắc của nó cho thấy sự hiện diện của các nguyên tố vết trong đá, và cả màu đỏ cũng như lục thường liên quan đến các nguyên tố vết của sắt (theo thứ tự ở dạng oxy hóa và khử).